# Горчаков Олександр Кирилович
Олександр Кирилович Горчаков (1 (14) липня 1900, Єкатеринодар — 11 серпня 1960, Київ) — український радянський хірург, ендокринолог, доктор медичних наук, професор, заслужений діяч науки УРСР (1954).

## Біографія

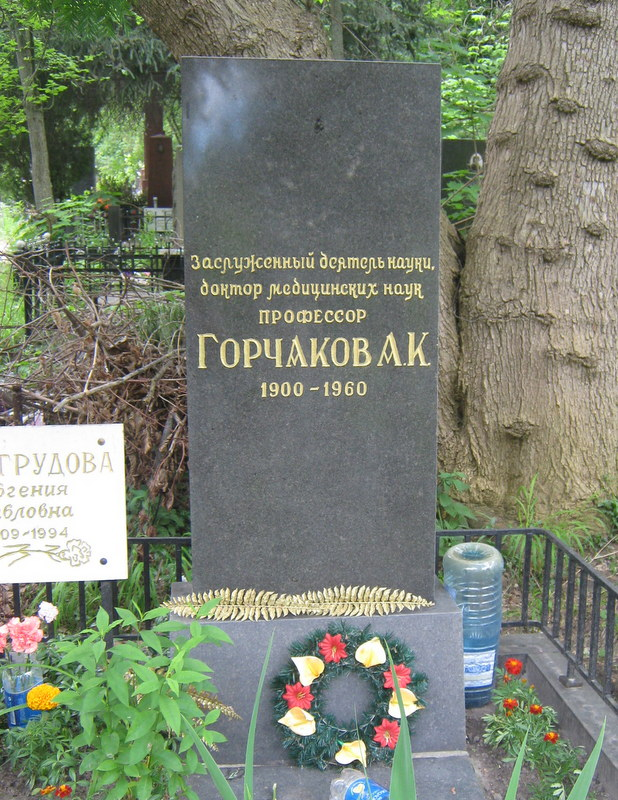
Могила Олександра Горчакова

Народився 1 (14 липня) 1900 року у місті Єкатеринодарі Російської імперії (нині Краснодар) у родині залізничника. У 1924 році закінчив Харківський медичний інститут. 1922-1932рр - хірург дільничних і районних лікарень Харківської області. У 1933–1941 роках працював асистентом і доцентом 2-го Харківського медичного інституту. Під час Другої Світової війни хірург Харківського військового госпиталя. Евакуйований до Ташкенту, згодом до Фрунзе, повертаєтьсяу звільнений Харків у 1944 році.. З 1950 року професор,завідувач кафедрою хірургії Харківського стоматологічного інституту, заступник директора з наукової і навчальної роботи, 1950-1955 рр - директор Київського стоматологічного інституту, з 1954 року —  професор Київського медичного інституту. Головний ендокринолог МОЗ УРСР. з 1951 року.
Нагороджений орденом Леніна, іншими орденами та медалями.
Помер 11 серпня 1960 року. Похований у Києві на Байковому кладбищі.

## Професійна діяльність
Праці присвячені проблемі шоку та ендокринній хірургії, зокрема хірургії щитоподібної залози і надниркових залоз.
Вивчав етіологію та патогенез зобної хвороби, зокрема автор її патогенетичної класифікації. Розробляв методи оперативних. втручань на щитоподібної залозі та наднирниках; удосконалив методику радикальної операції субтотальної струмектомії. Одним з перших в Україні з лікувальною . метою застосував радіонукліди.
Вперше в Радянському Союзі із своїм учнем М.П.Черенько застосував радіоактивний йод в лкуванні токсичних форм зоба.
Лауреат Державної премії України в області науки і техніки 1988 року (посмертно, за ініцитави учня, професора М.П.Черенько).
Праці.
-Зоб, его профилактика и лечение. К., 1951;
-Что такое зоб. К., 1952; 
-Зобная болезнь, клиника, профилактика и лечение. К., 1955; 
-Опыт лечения больных гипертиреоидной формой зобной болезни радиоактивным изотопом йода // ВД. 1955. № 8 (співавтор); 
-Зобная болезнь. К., 1956 (співавтор); 
-Опыт хирургического лечения заболеваний щитовидной железы // Новый хирургический архив. 1959. № 2.

## Родина
Донька: Горчакова Галина Олександрівна - (1925) біохімік, доктор медичних наук, професор, директор НДІ Курортології і фізіотерапії  з 1991г. 
Донька; Горчакова Надія Олександрівна - (1941) фармаколог, доктор медичних наук, професор.  